# Efeito Paul Bert
O efeito Paul Bert descreve a toxicidade do oxigénio a pressões hiperbáricas, presentes nos voos espaciais.
Leva o nome do fisiologista francês Paul Bert, que recebeu o prémio da Académie des Sciences em 1875 pelas suas investigações sobre os efeitos fisiológicos da pressão do ar, acima e abaixo da pressão normal.